# Channa bankanensis
Espèce
Synonymes
- Ophiocephalus bankanensis

Channa bankanensis est une espèce de poissons carnivores originaires d'Asie